# Folie à deux
Folie à deux (dt. Wahnsinn zu zweit) ist das vierte Studioalbum der US-amerikanischen Rockband Fall Out Boy. Es erschien im deutschsprachigen Raum am 12. Dezember 2008 bei Island Records, vier Tage später auch in den Vereinigten Staaten.

## Entstehung
Kurz nach der Veröffentlichung des Vorgängeralbums Infinity on High im Winter 2007 begann die Band mit dem Schreiben von neuen Songs. Eingeschränkt wurde dieser Prozess durch einen Rekordversuch der Band, bei dem sie versuchte innerhalb von neun Monaten auf allen sieben Kontinenten aufzutreten. Der Auftritt in einer Forschungsstation in der Antarktis musste jedoch aufgrund schlechten Wetters und der damit nicht möglichen Flugverbindung abgesagt werden. Im April 2008 wurde der Beschluss gefasst ins Studio zu gehen, die Aufnahmen mit dem britischen Gitarristen John Mayer zur Coverversion des Michael-Jackson-Songs Beat It verzögerten den Entstehungsprozess.
Im Juni 2008 fanden sich Stump und Wentz zusammen mit Produzent Neal Avron in dessen Haus zusammen, um erste konkrete Lieder zu schreiben. Bassist Wentz verriet in einem Interview, dass „die neuen Songs nach AC/DC und The White Stripes klängen.“ Außerdem kündigte er dann, dass man im Sommer in einem Studio in Los Angeles aufnehmen werde. Im Folgemonat trafen sich Wentz und Stump des Öfteren im Haus von Stump um neue Songs zu komponieren. Dabei war Stump wie schon bei den vorherigen Alben hauptsächlich für die Musik verantwortlich, während Wentz für die Texte zuständig war. Produzent Avron plante die Besetzung schlicht zu halten und Sänger Stumo erzählte in einem Interview, dass der US-Wahlkampf den Schreibprozess beeinflusse, so dass die Texte politische seien.
Die eigentlichen Aufnahmen begannen im Sommer 2008 in zwei Studios in Los Angeles. Zu dieser Zeit hatte die Band in etwa 50 neue Lieder komponiert. Um mehr Freiheiten bei der Albengestaltung zu bekommen, informierte Fall Out Boy ihr Musiklabel nicht. Die letzten Aufnahmen wurde im September durchgeführt, als die Gastmusiker eingespielt wurden. Kollaborationen wurden mit Pharrell Williams und Elvis Costello und Brendon Urie von Panic! at the Disco gemacht. Auch eine Zusammenarbeit mit Kanye West war geplant, diese musste aus Zeitgründen jedoch abgesagt werden. Die Streichersätze sowie die anschließende Nachbearbeitung fanden in Studios in New York City statt. Für das Mastering zuständig war der Toningenieur Ted Jensen, in dessen Sterling Studios die Nachbearbeitung stattfand.

## Artwork
Wie schon bei den vorher veröffentlichten Alben war die US-amerikanische Künstlerin Pamela Littky für die Gestaltung des Covers verantwortlich. Das Frontcover selbst zeigt ein Bild des Malers Luke Chueh, auf dem ein als Bär verkleideter Mensch einen weiteren Bären Huckepack trägt. Nach Angaben von Chueh soll die verkleideten Person die Fangemeinde darstellen und der Bär, dass es gefährlich sei eine Band zu sehr anzuhimmeln. Der Hintergrund ist vollständig in rot gestaltet.

## Titelliste
1. Disloyal Order of Water Buffalos – 4:17
2. I Don’t Care – 3:35
3. She’s My Winona – 3:51
4. America’s Suitehearts – 3:34
5. Headfirst Slide Into Cooperstown on a Bad Bet – 3:55
6. The (Shipped) Gold Standard – 3:19
7. (Coffee’s for Closers) – 4:35
8. What a Catch, Donnie – 4:51
9. 27 – 3:12
10. Tiffany Blews – 3:44
11. W.A.M.S. – 4:38
12. 20 Dollar Nose Bleed – 4:17
13. West Coast Smoker – 2:46

## Rezensionen
Das Album wurde von Kritikern überwiegend positiv besprochen. Metacritic errechnet einen Schnitt von 73/100 aus 21 professionellen Rezensionen und vergibt somit das Prädikat generally favorable (dt. grundsätzlich positiv). Im Vergleich zum Vorgängeralbum Infinity on High schnitt das Album damit um 2 Punkte schlechter ab.
Großes Lob erhielt das Album von The A.V. Club, bei dem das Album die Schulnote A erhielt, was einer deutschen 1 entspricht. Kritiker Kyle Ryan schreibt lobt vor allem die stilistische und instrumentale Vielfalt des Albums. Ryan vergleicht außerdem einige Songs des Albums mit denen von bekannten Rockbands. So erinnere ihn Disloyal Order of Water Buffaloes an Baba O’Riley von The Who, die Harmonien von America’s Suitehearts und What a Catch, Donnie an die Beatles, 20 Dollar Nose Bleed habe Ähnlichkeit mit Chicago während ihrer Saturday in the Park-Ärä.
James Reed vom Boston Globe bewertet das Album ebenfalls positiv. Seiner Meinung nach ging die Band einige Umwege ein, die sich ausgezahlt haben. Dazu zählen unter anderem die Gastauftritte einiger Musiker, insbesondere den vom Rapper Lil Wayne.
Mit 3,5 von 5 möglichen Sternen vergibt Rolling Stone ebenfalls eine positive Bewertung. Kritikerin Jody Rosen lobt vor allem die „Mischung zwischen Genres, Zeiten, Tempi und das teilweise in nur einem Lied.“ Ebenso wird der Narzissmus und die Selbstironie der Texte gelobt. Die Stimme Stumps bezeichnet Rosen als „Stimme, die Leben in die R&B-Akkorde bringt und gut in Szene gesetzt werde“, Stump selber als „unscheinbaren, blauäugigen Soul-Star“.
Weniger positiv äußert sich die deutsche Fachpresse zum Album. Matthias Reichel von CDstarts.de meint zum Album, dass sich hinter dem „zusammengebastelten Album nicht mehr als heiße Luft verberge“. Des Weiteren meint er, dass das Talent der Band durch zu angepasste Songs versteckt werde. Das Album mache anfangs einen guten Eindruck, dieser werde durch zu viel Kitsch allerdings zunichtegemacht. Als Benotung vergibt er 5,5 von 10 Punkten.
Ähnlich wird das Album von Plattentests.de bewertet. Kritiker Sven Cadario vergibt 4 von 10 möglichen Punkten und betitelt das Album als „aufgeblasenes Nichts“. Insgesamt gäbe es einige nette Songs, dank zu viel „banaler Popmusik“ sei das Album aber nicht mal auf Durchschnittsniveau.
laut.de vergibt mit 2 von 5 Sternen ebenfalls eine unterdurchschnittliche Bewertung. Kritiker Tobias Litterst schreibt, dass die positiven Seiten des Albums „all zu oft im pompösen Gesamtklang untergehen und daher unkenntlich bleiben.“ Außerdem kritisiert er die Produktion sowie die Refrainlastigkeit, welche die guten lyrischen Ansätze in den Hintergrund bringen würden.
Noch negativer äußert sich whiskey-soda.de. Das Album erwecke den Anschein, als ob es an einem Tag aufgenommen worden sei, da nahezu alle Lieder gleich klängen. Für Zuhörer, die den ersten Song mögen sei das Album somit sehr geeignet, für alle anderen sei Folie à deux nicht geeignet.

## Kommerzieller Erfolg

### Chartplatzierungen
Folie à deux konnte sich in zwei Ländern unter den Top-10 der jeweiligen Landescharts platzieren. In den Vereinigten Staaten erreichte es Platz acht, in Australien den neunten Rang. In Neuseeland kam es auf Platz 26, im flämischen Teil Belgiens auf Platz 40, in Frankreich Platz 41 und in Deutschland Platz 48. Mit Platz 52 in Irland, Platz 64 in Österreich, Platz 65 im wallonischen Teil Belgiens, Platz 79 in den Niederlanden und Platz 84 in der Schweiz war das Album in fünf weiteren Ländern platziert.
Die erste ausgekoppelte Single, I Don’t Care, konnte sich in die Singlecharts von acht Ländern platzieren. Der höchste Rang wurde in Finnland mit Platz 17 erreicht, obwohl sich das Album dort nie platzierte. In Australien konnte die Single Platz 20 erreichen, Platz 21 wurde in den USA erreicht. In Irland kam die Single auf Platz 31, und in Großbritannien auf Platz 33.
Die Singleauskopplungen Headfirst Slide into Cooperstown on a Bad Bet und What a Catch, Donnie erreichten nur in den USA und Kanada die Singlecharts. Dort kamen sie auf Platz 74 (USA) sowie Platz 94 (USA).
America’s Suitehearts, die letzte Single, konnte sich in drei Ländern in den Charts platzieren. In Australien erreichte sie Platz 26, in Großbritannien Platz 76 und in den USA Platz 78.
| ChartsChartplatzierungen       | Höchstplatzierung | Wochen |
| ------------------------------ | ----------------- | ------ |
| Deutschland (GfK)              | 48 (7 Wo.)        | 7      |
| Österreich (Ö3)                | 64 (3 Wo.)        | 3      |
| Schweiz (IFPI)                 | 84 (4 Wo.)        | 4      |
| Vereinigte Staaten (Billboard) | 8 (23 Wo.)        | 23     |
| Vereinigtes Königreich (OCC)   | 39 (7 Wo.)        | 7      |

| ChartsJahrescharts (2009)      | Platzierung |
| ------------------------------ | ----------- |
| Vereinigte Staaten (Billboard) | 81          |

### Auszeichnungen für Musikverkäufe
| Land/Region                  | Auszeichnungen für Musikverkäufe (Land/Region, Auszeichnung, Verkäufe) | Verkäufe |
| ---------------------------- | ---------------------------------------------------------------------- | -------- |
| Australien (ARIA)            | Gold                                                                   | 35.000   |
| Vereinigte Staaten (RIAA)    | Gold                                                                   | 500.000  |
| Vereinigtes Königreich (BPI) | Gold                                                                   | 100.000  |
| Insgesamt                    | 3× Gold ·                                                              | 635.000  |